# Sadun Hammadi
Sadun Hammadi, arab. ‏سعدون حمادي‎ (ur. 22 czerwca 1930 w Karbali, zm. 14 marca 2007) - iracki polityk, premier Iraku między marcem a wrześniem 1991.

## Życiorys
Pochodził z rodziny szyickiej. Ukończył studia w zakresie handlu i zarządzania na Uniwersytecie Amerykańskim w Bejrucie. W 1957 obronił doktorat na Uniwersytecie Wisconsin. 
Jeszcze przed wyjazdem do Stanów Zjednoczonych, w 1949, przystąpił do irackiej partii Baas i prawdopodobnie tworzył jej pierwsze komórki w rodzinnej Karbali. W latach 1957–1958 po raz pierwszy zasiadał w Przywództwie Regionalnym irackiej partii Baas. W 1959 musiał opuścić Irak i udać się do Libii. Powrócił do kraju w styczniu 1963 i niemal natychmiast został aresztowany, jednak odzyskał wolność po tym, gdy partia Baas w lutym tego samego roku przejęła władzę drogą zamachu stanu. W utworzonym przez partię Baas rządzie został ministrem reformy rolnej, ponownie też wszedł do Przywództwa Regionalnego. Jeszcze w tym samym roku kolejnego zamachu stanu w Iraku dokonał Abd as-Salam Arif i rząd baasistów upadł.
W latach 1965–1966 Hammadi pracował w instytucie planowania działającym pod auspicjami ONZ w Syrii. W 1968 partia Baas przeprowadziła w Iraku kolejny przewrót. Jeszcze w tym samym roku Hammadi został dyrektorem Iraq National Oil Company, zaś dwa lata później mianowano go ministrem ropy naftowej. W latach 1974–1983 był ministrem spraw zagranicznych Iraku; zrezygnował ze stanowiska z uwagi na problemy zdrowotne. W 1982 po raz trzeci wszedł do partyjnego Przywództwa Regionalnego i pozostał w nim do 1991. Od 1986 do 1991 zasiadał także w Radzie Dowództwa Rewolucji.
W marcu 1991 Saddam Husajn powierzył mu misję tworzenia rządu, pragnąc w ten sposób zjednać sobie ludność szyicką, która na początku miesiąca wszczęła przeciwko dyktaturze w Iraku powstanie zbrojne. Bunt ten został brutalnie stłumiony przez wojsko irackie, a mianowanie premiera-szyity okazało się pustym gestem. Hammadi został zmuszony do odejścia z urzędu już we wrześniu tego samego roku, gdy nie zdołał przekonać ONZ do zdjęcia sankcji z Iraku, nałożonych po wojnie w Zatoce Perskiej.
Reprezentował poglądy liberalne w gospodarce, opowiadał się za wprowadzeniem w Iraku systemu mieszanego. Zaliczał się do czołowych irackich ekspertów ds. irańskich.
Po inwazji wojsk USA i sojuszników na Irak w 2003 został aresztowany, jednak rok później zwolniono go. Zmarł w 2007 w Niemczech.